# Малик Шах Исмаил
Малик Шах Исмаил (1163—1181) био је син и наследник великог муслиманског вође Нур ад Дина.

## Биографија
Након очеве смрти (15. мај 1174) преузима престо. Нур ад Динова смрт спасла је Саладина од пропасти којој је био близу као никада до тада. Како је Малик био малолетан, Саладин је затражио регентство. Малик бежи у Алепо са разлогом се плашећи Саладина. Јахао је Алепом молећи грађане да му пруже уточиште. Грађани су одбили да отворе капије града Саладину. Саладин убрзо осваја Дамаск, а Алепо и Мосул му пружају заклетве на верност. Саладин тако постаје стварни владар велике муслиманске државе која је сада обухватала и Египат. Малик умире 1181. године те Саладин постаје и формални владар.
Према крсташким легендама, Малик је син сестре Бертранда од Тулуза коју је Нур ад Дин заробио током Другог крсташког рата.